# Шерошевські (герб)
Шерошевські (Пол. Sieroszewski, Rola odmienna IV, Rolicz) – шляхетський герб, різновид герба Роля.

## Опис герба
Опис згідно з класичними правилами блазонування:
У червленому полі біла троянда, в яку тупими кінцями впираються три сошника (ріллі), вістрями звернені до стінок шита.
Клейнод: хвіст павича.
Намет червоний, підбитий сріблом.

## Найбільш ранні згадки
Дарований Адаму Шерошевському 10 квітня 1590 року
в рамках відновлення загубленого документа про нобілітацію часів Баторія. Герб є результатом прийняття в сім'ю Шчичинських.

## Herbowni
Одна сім'я: Шерошевські (Sieroszewski).